# NGC 5928
NGC 5928 (другие обозначения — UGC 9847, MCG 3-39-27, ZWG 106.42, KCPG 465B, PGC 55072) — линзообразная галактика (S0) в созвездии Змея.
Этот объект входит в число перечисленных в оригинальной редакции «Нового общего каталога».